# Władimir Odincow
Władimir Jewgienjewicz Odincow (ros. Владимир Евгеньевич Одинцов, ur. 18 listopada 1924, zm. 28 marca 2009) – radziecki działacz partyjny.

## Życiorys
Ukończył Stalingradzki Instytut Pedagogiczny, był kandydatem nauk historycznych. Od 1942 funkcjonariusz Komsomołu, od 1944 członek WKP(b), pracował w obwodzie stalingradzkim (obecnie obwód wołgogradzki) i w Kałmuckiej ASRR. Absolwent Akademii Nauk Społecznych przy KC KPZR. 1965-1970 w aparacie KC KPZR, 1970-1979 II sekretarz Dagestańskiego Komitetu Obwodowego KPZR, 1979-1982 ponownie w aparacie KC KPZR. Od 15 stycznia 1982 do 26 listopada 1988 I sekretarz Północnoosetyjskiego Komitetu Obwodowego KPZR, 1986-1989 członek KC KPZR, od 1988 na emeryturze. Deputowany do Rady Najwyższej ZSRR 11 kadencji.

## Odznaczenia
- Order Lenina
- Order Czerwonego Sztandaru Pracy (dwukrotnie)
- Order „Znak Honoru”